# Austrogynacantha heterogena
Austrogynacantha heterogena – gatunek ważki z rodziny żagnicowatych (Aeshnidae); jedyny przedstawiciel rodzaju Austrogynacantha. Występuje w Australii, gdzie jest szeroko rozprzestrzeniony głównie na północy i wschodzie, oraz na Nowej Kaledonii.